# Acacia leichhardtii
Acacia leichhardtii är en ärtväxtart som beskrevs av George Bentham. Acacia leichhardtii ingår i släktet akacior, och familjen ärtväxter. Inga underarter finns listade i Catalogue of Life.